# Derek Leckenby
Derek "Lek" Leckenby (14 de mayo de 1943-4 de junio de 1994) fue un músico y guitarrista principal británico, más famoso por su trabajo con el grupo de pop inglés Herman's Hermits.

## Primeros años
Leckenby nació en Leeds. Se educó en la William Hulme's Grammar School, en Mánchester, y comenzó una carrera de ingeniería civil en la Manchester University antes de dejarla para convertirse en músico profesional. Actuaba con la banda de Manchester The Wailers cuando el director musical Harvey Lisberg lo reclutó para Herman's Hermits.

## Herman's Hermits
Un consumado guitarrista principal y músico, tocó en muchos de los primeros éxitos de la banda y compuso canciones con sus compañeros Keith Hopwood, Peter Noone y Karl Green. Admiraba a su productor discográfico Mickie Most, pero a veces le molestaba que Most utilizara músicos de sesión en los éxitos de la banda a mitad de su carrera, a pesar de que las habilidades de los Hermits como músicos eran más que aceptables. Leckenby tocó en todos los éxitos número uno de la banda en Estados Unidos y Reino Unido y proporcionó el solo en "I'm Henery the Eighth, I Am". Karl Green comentó en el programa de VH1 My Generation-Herman's Hermits que el uso por parte de Most de músicos de sesión en algunos de los discos de la banda era injusto para Leckenby en particular. Durante las décadas de 1970 y 1980, Leckenby trató de aclarar las cosas con los medios de comunicación del rock, explicando la gran cantidad de guitarras que aportó a los discos de la banda. Incluso el sello discográfico estadounidense de la banda record label ABKCO no reconoció el mérito de lo.s Hermits en las notas de su retrospectiva de la banda. Las habilidades de Leckenby son evidentes no solamente en los discos de Herman's Hermits, sino también en los videos de las apariciones en vivo de la banda, incluyendo los premios musicales NME de 1965 y el Herman's Hermits Hilton Show. Además, se puede escuchar a Leckenby en varios lanzamientos de Hopwood's Pluto Music, incluyendo el álbum recopilatorio Vault 69.
A Leckenby se le atribuye el mérito de arreglar el primer gran éxito de la banda, "I'm into Something  Good". Sus habilidades con la guitarra y el dobro se escuchan en lanzamientos como el LP A Whale of a Tale y los últimos singles, como "Ginny Go Softly" y "Heart Get Ready for Love".
A pesar de la ruptura con Noone, Leckenby siempre habló bien de su amigo y defendió las habilidades vocales del cantante ante el crítico. Noone también alabó el talento de Leckenby en numerosas entrevistas a lo largo de los años.

## Fallecimiento
Leckenby falleció de linfoma no Hodgkin el 4 de junio de 1994 a la edad de 51 años.